# Virvelmaskar
Virvelmaskar (Turbellaria) är en klass plattmaskar som omfattar minst 5 000 arter, varav åtminstone 350 i Sverige. De är vanligtvis små, ovala eller långsträckt platta maskar. Hos flertalet arter blir maskarna bara några få millimeter långa. De flesta virvelmaskarna är frilevande i söt- eller saltvatten, men några få arter förekommer i fuktig jord.

## Anatomi
Små arter är ofta runda i tvärsnitt medan de större är plattare, men alla har osegmenterade kroppar. Maskarnas är beklädda med flimmerhår (cilier), som används vid förflyttning: hos de större arterna används även muskler. I maskarnas hud förekommer några kroppar som motsvarar kavitetsdjurens nässelceller. Ögon och "hörselblåsor" finns. Munöppningen ligger på buksidan, vanligen närmare kroppens mitt. Svalget (pharynx) är vanligen muskulöst och kan skjutas ut vid födointag; utformningen är viktig för gruppens systematik. Tarmen är oftast rikt förgrenad men slutar blint, eftersom analöppning saknas. Nervsystemet består av ett dubbelt ganglion med därifrån åt olika håll utgående nervstammar. Den lilla kroppsstorleken, den platta formen och tarmens förgreningar möjliggör syresättning utan att särskilda andnings- och cirkulationssystem behövs.
Vissa arter saknar mun, exempelvis Symsagittifera roscoffensis.

## Föda
Virvelmaskar är mestadels frilevande i hav och sötvatten, i fuktiga landmiljöer. De flesta arterna är predatorer eller asätare; ett mindre antal är växtätare, kommensaler eller parasiter. Slem som avsöndras av hudkörtlarna är viktigt både för maskarnas förflyttning, och för deras förmåga att fånga och svälja födan.

## Fortplantning
Virvelmaskar är hermafroditer med inre befruktning.

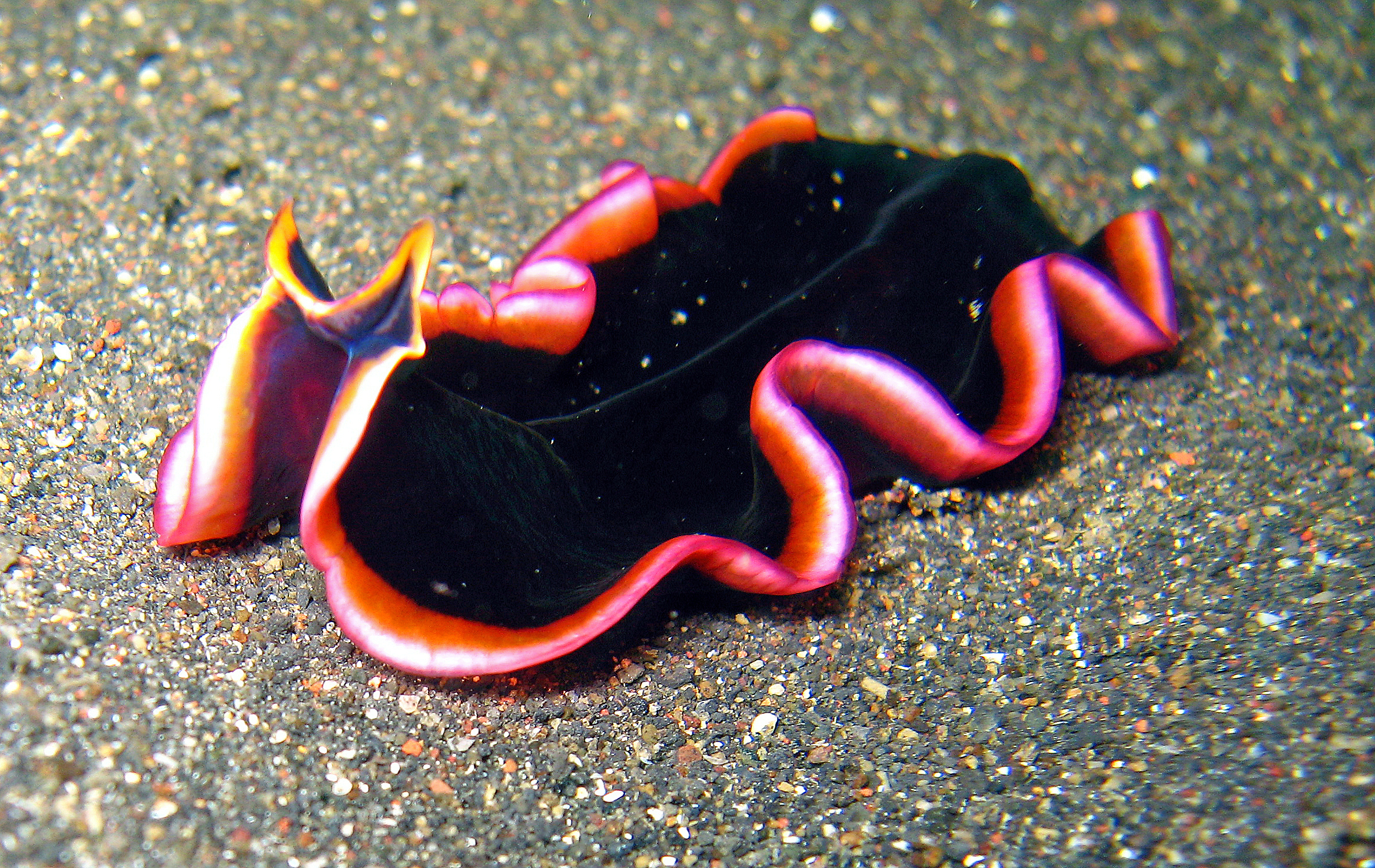
Pseudobiceros hancockanus